# Luís José de Oliveira Mendes
Luís José de Oliveira Mendes, primeiro barão de Monte Santo, (Salvador, 21 de junho de 1779 — 21 de março de 1851) foi um desembargador e político brasileiro.
Foi ministro do Supremo Tribunal de Justiça e senador do Império do Brasil de 1826 a 1851.